# Liste des sites Ramsar au Soudan
Cet article recense les zones humides du Soudan concernées par la convention de Ramsar.

## Statistiques
La convention de Ramsar est entrée en vigueur au Soudan le 7 mai 2005.
En septembre 2022, le pays compte 4 sites Ramsar, couvrant une superficie de 348 360,09 km2.

## Liste
| Site                              | État                                     | Notes | Date           | Superficie (km²) | Altitude (m) | Identifiant Ramsar | Identifiant WDPA | Coordonnées                       | Photo |
| --------------------------------- | ---------------------------------------- | ----- | -------------- | ---------------- | ------------ | ------------------ | ---------------- | --------------------------------- | ----- |
| Parc national du Dinder           | Sannar, Nil Bleu                         |       | 7 janvier 2005 | 10 846,00        | 100 - 515    | 1461               | 902398           | 12° 19′ 01″ nord, 34° 46′ 59″ est |       |
| Baie de Dungonab (en)-Marsa Waiai | Mer Rouge                                |       | 2 février 2009 | 2 800,00         | 10           | 1859               | 478030           | 20° 33′ 00″ nord, 37° 13′ 01″ est |       |
| Suakin-Golfe d'Agig (en)          | Mer Rouge                                |       | 2 février 2009 | 11 250,00        | 0            | 1860               | 478031           | 18° 34′ 01″ nord, 38° 04′ 59″ est |       |
| Delta intérieur du Khor Abu Habil | état du Nil Blanc et du Kordofan du Nord |       | 10 avril 2022  | 9 464,09         |              | 2485               |                  | 13° 03′ 29″ N, 32° 06′ 44″ E      |       |